# Zwei Gräber aus der Zeit des Südlichen Han-Reiches

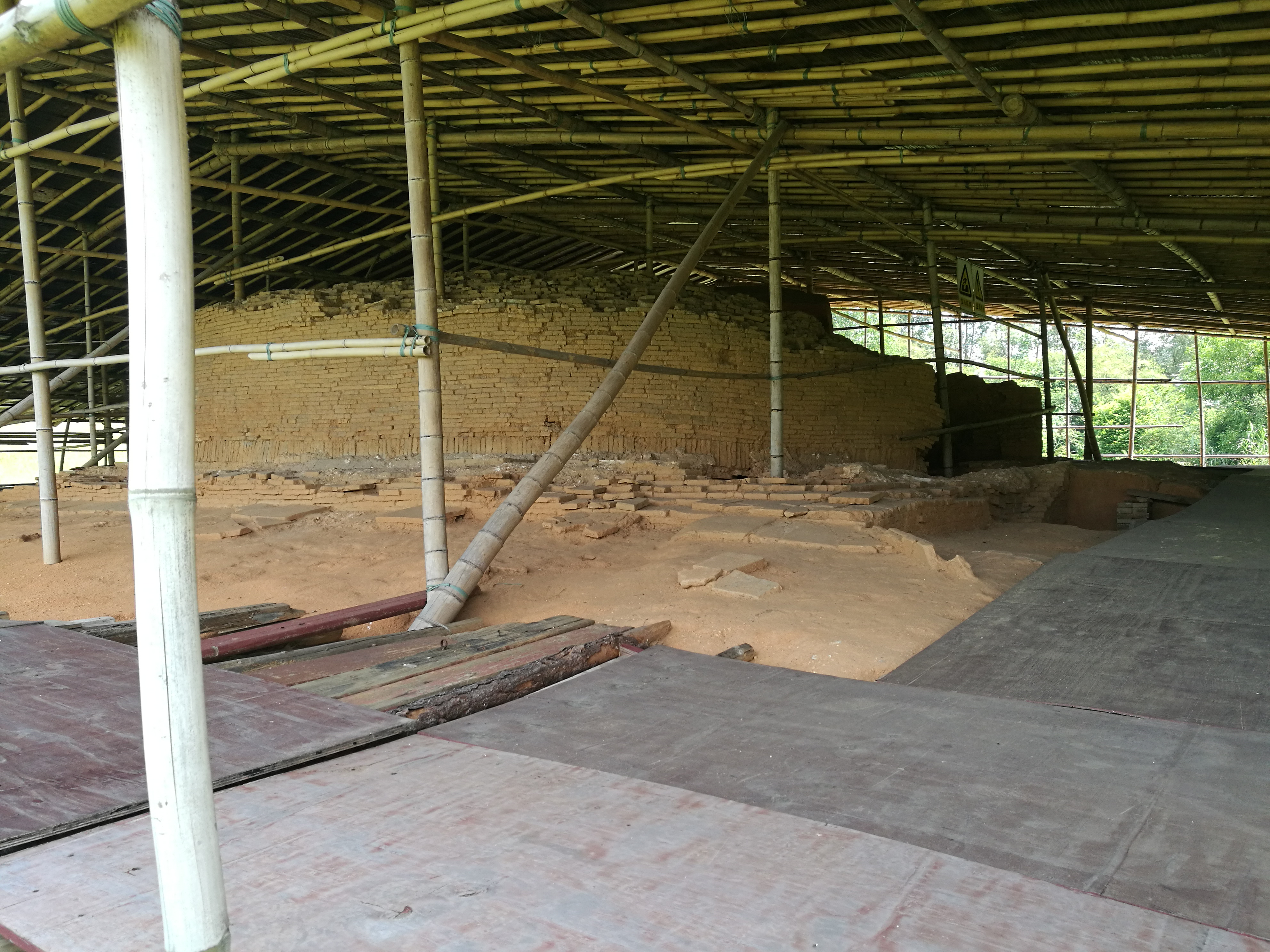
Gräber

Die Zwei Gräber des Südlichen Han-Reiches (chinesisch 南漢二陵 / 南汉二陵, Pinyin Nánhàn Èr Líng, Jyutping Naam4hon3 Ji6 Ling4, englisch Two tombs of the Southern Han) in Guangzhou in der südchinesischen Provinz Guangdong sind Mausoleen der Brüder Liu Yin und Liu Yan (dem ersten offiziellen Herrscher) des Südlichen Han-Reiches.
Die Stätten wurde 2003 entdeckt. Es wurden zwei große Gräber des Typs mit einer aus Ziegeln gemauerten Grabkammer „Zhuanshimu“ (磚石墓 / 砖石墓,  zhuānshímù) in den Hügeln Qinggang (青崗 / 青岗) und Daxiang Shan (大香山) des Dorfes Beiting (北亭村) der Großgemeinde Xinzao (新造鎮 / 新造镇) des Stadtbezirks Panyu (番禺區 / 番禺区) von Guangzhou im Westen der Xiaoguwei-Insel (小谷圍島 / 小谷围岛) auf dem Gelände des Guangzhou Higher Education Mega Center entdeckt.
Dabei handelt es sich um die Mausoleen Deling (德陵) und Kangling (康陵) – d. h. die Gräber der Herrscher (und Brüder) Liu Yin (劉隱 / 刘隐) und Liu Yan (劉岩 / 刘岩) des Südlichen Han-Reiches. Es wurden große Mengen an hochqualitativem Seladon und glasierten Tonwaren der Zeit ausgegraben.
Die Stätten wurden vom Institut für Kulturgegenstände und Archäologie der Stadt Guangzhou unter Leitung von Feng Yongqu (馮永驅 / 冯永驱) untersucht.
Die Gestaltung des Kangling-Grabes in einer „Kombination aus Altar und Grab in einem“ wirft neue Fragen zur Sepulkralkultur in Südchina auf. Es enthielt unter anderem Grabbeigaben aus Keramik in der Form von Früchten, darunter Süßkartoffeln, Ananas, Bananen, Wasserkastanien, Pfeilkraut, Pfirsichen und Kakifrüchten. Sie sind die frühesten Obst- und Gemüse-Keramikerzeugnisse dieser Art, die in China gefunden wurden.
Die „Zwei Gräber aus der Zeit des Südlichen Han-Reiches“ (Nan Han er ling) stehen seit 2006 auf der Liste der Denkmäler der Volksrepublik China (6-271).